# 안동중학교 와룡분교
안동중학교 와룡분교(安東中學校 臥龍分校)는 경상북도 안동시 와룡면 지내리에 있었던 공립 중학교이다.

## 학교 연혁
- 1951년 11월 29일: 예안중학교 설립인가 (6학급)
- 1951년 12월 20일: 초대 김부근 교장 취임
- 1952년 4월 1일: 개교식 거행
- 1976년 3월 29일: 신축교사 15실 준공
- 1976년 7월 1일: 현 위치로 이전
- 1987년 12월 9일: 교사 18실 완공
- 1999년 9월 1일: 안동중학교 와룡분교장으로 교명 변경
- 2017년 2월 9일: 제64회 졸업식 거행, 졸업생 5명(졸업생 총 6,891명)
- 2017년 3월 1일: 제29대 안극호 교장 취임
- 2018년 2월 28일: 폐교 및 인근 학교와 기숙형 중학교 웅부중학교로 통합[1], 66년만에 폐업

## 참고 자료
- 안동중학교 와룡분교 - 한국교육학술정보원 학교알리미